# Coenraad Jacob Temminck

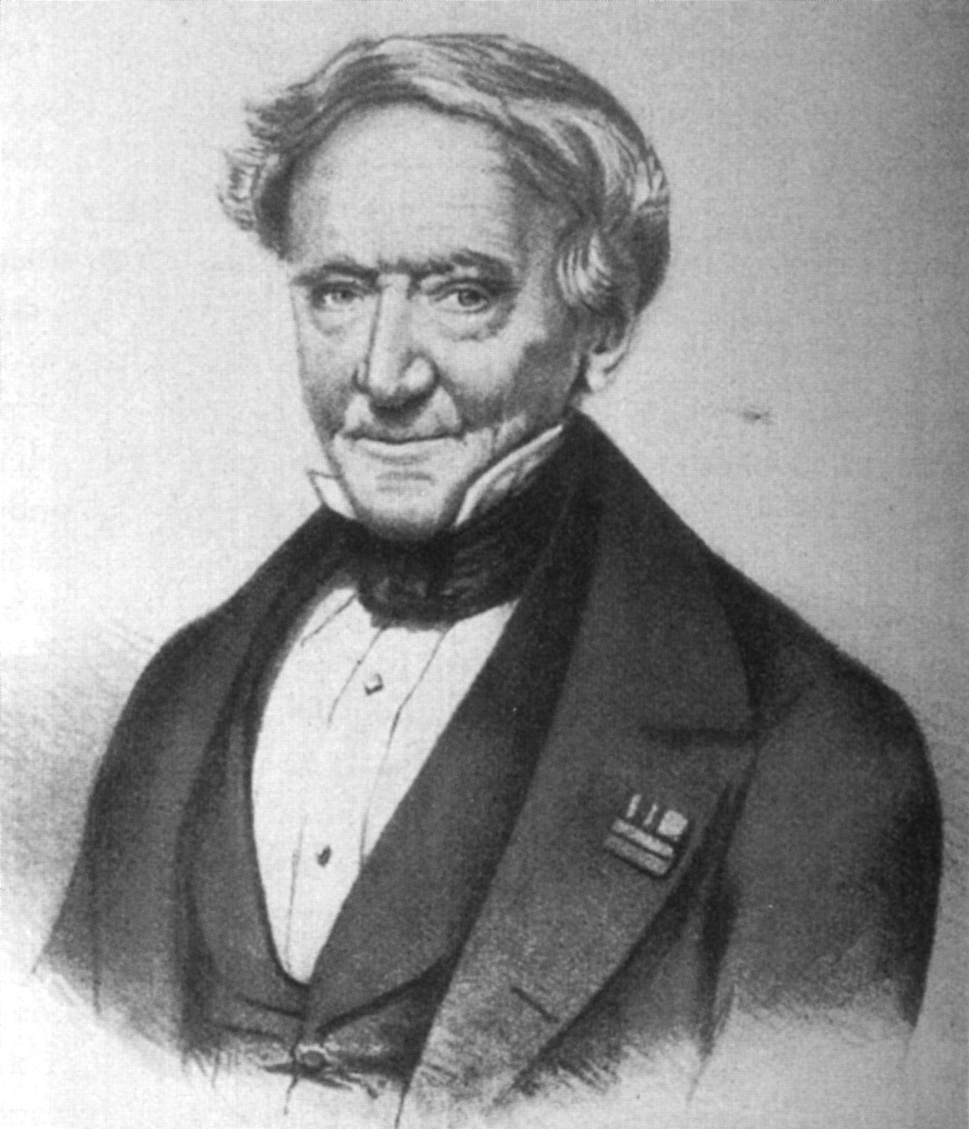
Coenraad Jacob Temminck

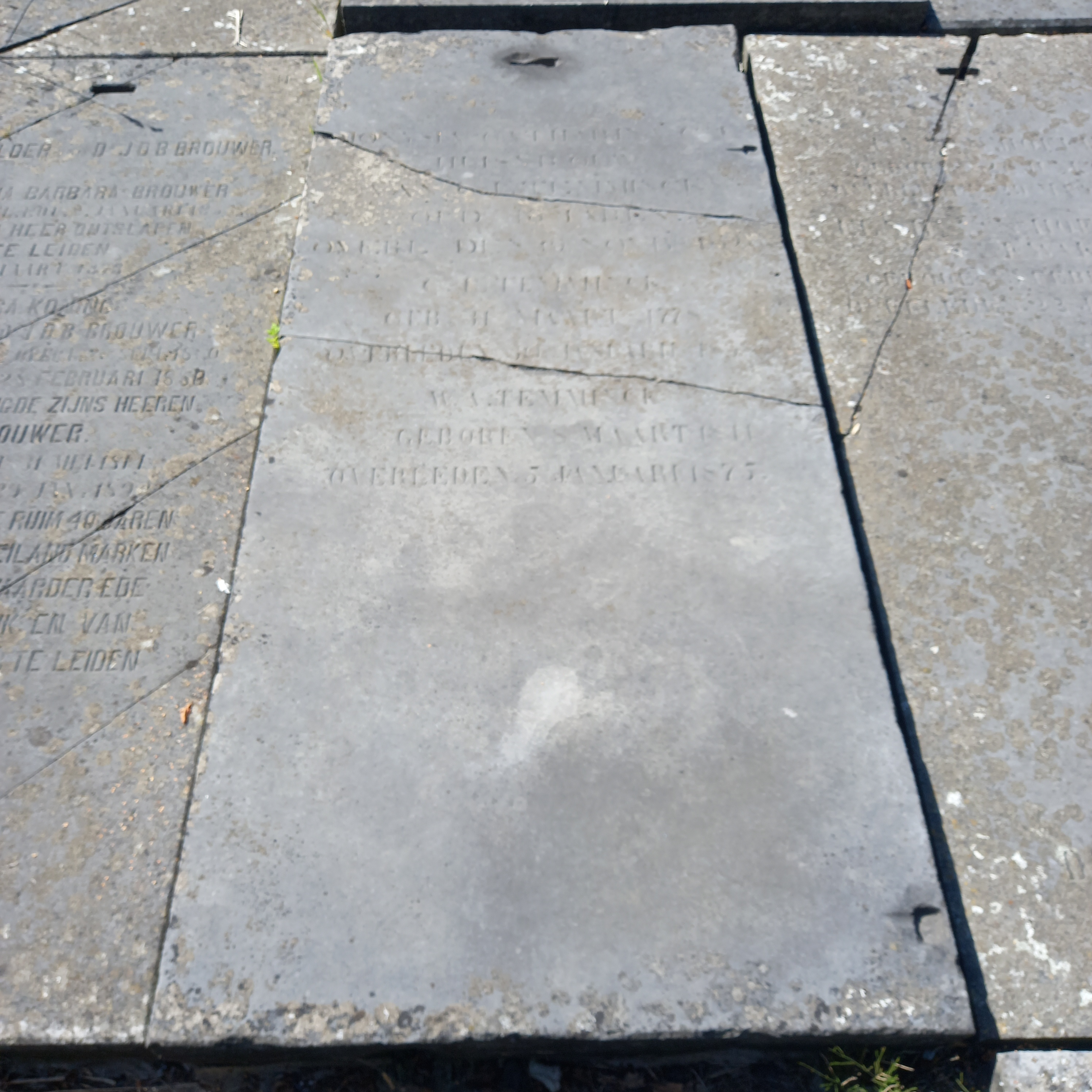
Das Grab von Coenraad Jacob Temminck auf dem Friedhof Groenesteeg in Leiden

Coenraad Jacob Temminck (* 31. März 1778 in Amsterdam; † 30. Januar 1858 in Lisse) war ein niederländischer Zoologe mit Schwerpunkt Ornithologie.

## Leben und Wirken
Temminck war von 1820 bis zu seinem Tode der erste Direktor des Rijksmuseum van Natuurlijke Historie (Reichsmuseum für Naturgeschichte, heute Naturalis) in Leiden. Sein Werk Manuel d’ornithologie ou Tableau systematique des oiseaux qui se trouvent en Europe (1815–40) war für Jahrzehnte das Standardwerk über europäische Vögel. Insbesondere studierte er die Tauben.
Er hatte die große Sammlung von Vogelexemplaren seines Vaters Jacob Temminck (1748–1822), der Schatzmeister der Niederländischen Ostindien-Kompanie war, geerbt.
Neben Vögeln beschäftigte er sich auch mit Säugetieren und gilt als Erstbeschreiber vieler Arten, unter anderem des Pardelluchses (Lynx pardinus) und des Afrikanischen Wildhundes (Lycaon pictus).

## Darwin versus Temminck
1868 dementierte der britische Naturforscher Charles Darwin fehlerhaft die Existenz einer schwanzlosen Mutante des Ceylonhuhns, die Temminck in 1807 beschrieben hatte.

## Ehrungen
1818 wurde er in die Deutsche Akademie der Naturforscher Leopoldina aufgenommen.
Am 22. Dezember 1837 wurde er Ausländisches Mitglied der Naturwissenschaftlichen Abteilung der Russischen Akademie der Wissenschaften. Als 1838 La Société Cuvierienne gegründet wird, war er eines der 140 Gründungsmitglieder der Gesellschaft. 1851 wurde er Mitglied der Königlich Niederländischen Akademie der Wissenschaften. 1852 wurde er als korrespondierendes Mitglied in die Académie des sciences aufgenommen. Seit 1855 war er Ehrenmitglied der Preußischen Akademie der Wissenschaften.

### Auswahl nach Temminck benannter Tierarten
- Temminck-Nektarvogel (Aethopyga temminckii)
- Blauer Seifenbarsch (Aulacocephalus temminckii)
- Temminckstrandläufer (Calidris temminckii)
- Temmincks-Lippfisch (Cirrhilabrus temminckii)
- Temminckrennvogel (Cursorius temminckii)
- Küssender Gurami (Helostoma temminkii)
- Breitflossenhai (Lamiopsis temminckii)
- Steppenschuppentier (Manis temminckii)
- Geierschildkröte (Macrochelys temminckii)
- Dschungelflöter (Orthonyx temmincki)
- Asiatische Goldkatze (Pardofelis temminckii)
- Temminck-Stummelaffe (Piliocolobus temminckii)
- Temmincktragopan (Tragopan temminckii)
- Temminckspecht (Yungipicus temminckii)

## Schriften und Werke
- Las Posesiones holandesas en el Archipiélago de la India. Manila 1855.
- Esquisses zoologiques sur la côte de Guiné ... le partie, les mammifères. Brill, Leiden 1853.
- Coup-d’oeil général sur les possessions néerlandaises dans l’Inde archipélagique. Arnz, Leiden 1846–49.
- Nouveau recueil de planches coloriées d’oiseaux. Levrault, Paris 1838.
- Monographies de mammalogie. Dufour & d’Ocagne, Paris, Leiden 1827–41.
- Atlas des oiseaux d’Europe, pour servir de complément au Manuel d’ornithologie de M. Temminck. Belin, Paris 1826–42.
- Nouveau recueil de planches coloriées d'oiseaux, pour servir de suite et de complément aux planches enluminées de Buffon. Dufour & d’Ocagne, Paris 1821.
- Observations sur la classification méthodique des oiseaux et remarques sur l’analyse d’une nouvelle ornithologie élémentaire. Dufour, Amsterdam, Paris 1817.
- Manuel d’ornithologie  ou  Tableau systématique des oiseaux qui se trouvent en Europe. Sepps & Dufour, Amsterdam, Paris 1815–40.
- Histoire naturelle générale des pigeons et des gallinacés. Sepps, Amsterdam 1808–15.
- Catalogue systématique du cabinet d’ornithologie et de la collection de quadrumanes, avec une courte description des oiseaux non-décrits. Sepps, Amsterdam 1807.